# Auloicerya acaciae
Auloicerya acaciae är en insektsart som beskrevs av Morrison 1923. Auloicerya acaciae ingår i släktet Auloicerya och familjen pärlsköldlöss. Inga underarter finns listade i Catalogue of Life.